# Hodge 301
Hodge 301 is een sterrenhoop in de Tarantulanevel die op het zuidelijk halfrond te zien is. De sterrenhoop en nevel zijn ongeveer 168.000 lichtjaar van de Aarde verwijderd en liggen in de Grote Magelhaense Wolk.
Hodge 301 is samen met R136 een van de grotere sterrenhopen in de Tarantulanevel. R136 is centraal in de nevel gelegen, terwijl Hodge 301 daar 150 lichtjaar ten noordwesten van ligt. De sterrenhoop is, met een geschatte ouderdom van 20-25 miljoen jaar, ongeveer 10 keer ouder dan R136.
 Sinds de vorming van de sterrenhoop zijn er ten minste 40 sterren geëxplodeerd als supernova.
De naam verwijst naar de catalogus van sterrenhopen in de Grote Magelhaense Wolk van Paul Hodge uit 1988.